# Taneční skupina roku
Taneční skupina roku jsou taneční soutěže v České republice, které pořádá DS z.s. Profesionální tým lidí, kteří pořádají taneční soutěže, módní přehlídky, koncertní turné a také zahajovací ceremoniály pro mistrovství světa v různých odvětvích sportu. Soutěž hodnotí choreografové a režiséři z celého světa. Na její přípravě se podílejí profesionálové v oboru LED techniky a světelné show. Soutěže se účastní taneční skupiny, které předvedou svou choreografii. V této soutěži vystupují taneční styly jako např. hip hop, modern dance,jazz dance, disco, show dance, lidové tance atd. Disciplíny se dělí podle dovršení věku tanečníků ve formaci (baby děti, junioři, dospělí, senioři, school exhibition, hip hop unite). Dále se dělí na hobby ligu, základní ligu a profi show. 
V roce 2025 se bude konat jarní turné tanečních soutěží a její finále se uskuteční 6. - 8.6. 2025 v O2 universum

## Disciplíny
zdroj
| BABY                                          | DĚTI                                          | JUNIOŘI                                       | DOSPĚLÍ                                       | SENIOŘI                 | SCHOOL EXHIBITION       | HOP HOP UNITE           |
| --------------------------------------------- | --------------------------------------------- | --------------------------------------------- | --------------------------------------------- | ----------------------- | ----------------------- | ----------------------- |
| ZÁKLADNÍ LIGA                                 | ZÁKLADNÍ LIGA                                 | ZÁKLADNÍ LIGA                                 | ZÁKLADNÍ LIGA                                 | DANCE CHOREOGRAFIE      | DANCE SCHOOL EXHIBITION | HIP HOP - MALÉ SKUPINY  |
| Hip hop                                       | Hip hop                                       | Hip hop                                       | Hip hop                                       | MONUMENTÁL CHOREOGRAFIE |                         | HIP HOP - VELKÉ SKUPINY |
| Show art                                      | Show art                                      | Show art                                      | Show art                                      |                         |                         |                         |
| Disco                                         | Disco                                         | Disco                                         | Disco                                         |                         |                         |                         |
| Great freestyle                               | Great freestyle                               | Great freestyle                               | Great freestyl                                |                         |                         |                         |
| PROFI SHOW                                    | PROFI SHOW                                    | PROFI SHOW                                    | PROFI SHOW                                    |                         |                         |                         |
| Hip hop                                       | Hip hop                                       | Hip hop                                       | Hip hop                                       |                         |                         |                         |
| Show art                                      | Show art                                      | Show art                                      | Show art                                      |                         |                         |                         |
| Disco                                         | Disco                                         | Disco                                         | Disco                                         |                         |                         |                         |
| Great freestyle                               | Great freestyle                               | Great freestyle                               | Great freestyle                               |                         |                         |                         |
| Dance freestyle                               | Dance freestyle                               | Dance freestyle                               | Dance freestyle                               |                         |                         |                         |
| Dance art                                     | Dance art                                     | Dance art                                     | Dance art                                     |                         |                         |                         |
| Tumbao dance                                  | Tumbao dance                                  | Tumbao dance                                  | Tumbao dance                                  |                         |                         |                         |
| Lidové, folklórní, historické a country tance | Lidové, folklórní, historické a country tance | Lidové, folklórní, historické a country tance | Lidové, folklórní, historické a country tance |                         |                         |                         |
| Mažoretky                                     | Mažoretky                                     | Mažoretky                                     | Mažoretky                                     |                         |                         |                         |
|                                               | Dance cheerleaders                            | Dance cheerleaders                            | Dance cheerleaders                            |                         |                         |                         |